# Sigvard Rimås
Karl Sigvard Emanuel Rimås (i riksdagen kallad Rimås i Åsandby), född 21 mars 1909 i Tjärstad, Östergötlands län, död 29 oktober 1972 i Västra Ny, Östergötlands län, var en svensk lantbrukare och politiker (folkpartist).
Rimås var son till riksdagsmannen Sven Olsson i Labbemåla.
Sigvard Rimås var lantbrukare i Västra Ny. Han var kommunalt aktiv och var även verksam i den lokala bonderörelsen samt i missionsförbundet och nykterhetsrörelsen.
Han var riksdagsledamot för Östergötlands läns valkrets, först i andra kammaren 1953-1960 samt 1963-1970 och därefter i enkammarriksdagen från 1971 till sin död 1972. I riksdagen satt han bland annat i jordbruksutskottet som suppleant 1955-1959, som ledamot 1960 och därefter åter som suppleant 1963-1968. Han var främst engagerad i jordbruks- och trädgårdsnäringsfrågor.